# Chrysozephyrus dumoides
Chrysozephyrus dumoides är en fjärilsart som beskrevs av Harry C. Tytler 1915. Chrysozephyrus dumoides ingår i släktet Chrysozephyrus och familjen juvelvingar. Inga underarter finns listade i Catalogue of Life.